# Perveanz
Die Perveanz {\displaystyle K} eines runden Strahls geladener Teilchen ist ein Maß für seine relative Aufweitung (Zunahme seines Durchmessers pro Länge), welche durch die zwischen den Ladungen wirkenden Coulombschen Kräfte hervorgerufen wird.
Ist {\displaystyle I} die Stromstärke des Rundstrahls und {\displaystyle U} das Spannungsäquivalent der kinetischen Teilchenenergie, so ist die Perveanz {\displaystyle K} des Strahls gegeben durch:
{\displaystyle K={\frac {I}{U^{\frac {3}{2}}}}}
Stellt man diese Gleichung nach {\displaystyle I} um, so erhält man das Raumladungsgesetz, die Strom-Spannungs-Beziehung für raumladungsbegrenzte Dioden. Die Perveanz einer raumladungsbegrenzten Diode wird üblicherweise als deren Raumladungskonstante angesprochen und hängt nur von der Geometrie der Anordnung, nicht aber von der Emissionsfähigkeit der Kathode ab.